# プリンストン神学校
プリンストン神学校（プリンストンしんがっこう、英: Princeton Theological Seminary）は、アメリカ合衆国ニュージャージー州プリンストンにある長老派教会の神学校。1812年の創立,14000人の卒業生を送り出している。プリンストン大学が近くにあるが、現在は互いに独立した機関である。起源においてはプリンストン大学もプロテスタント長老派にさかのぼり、神学校と創立の起源を同じくしている。また現在においても、図書館などの施設の相互利用協定や一部の単位の相互認定、および特定の学位においては単位交換が認められている。

## 歴史
- 1812年　3人の生徒とアーチボウルド・アレクサンダー博士により創立される。
- 1815年　アレクサンダー・ホールが設立される。
- 1827年　校舎が設立される。
- 1913年　校舎が焼失する。
- 1926年　校舎が再建される。
- 1997年　バルト研究センターが設立される。

## 卒業生
- チャールズ・ホッジ 1797-1878「古プリンストン神学」形成の中心的神学者。
- ベンジャミン・ウォーフィールド 1851–1921　プリンストン神学校の校長。神学者、聖書学者、牧師
- エドワード・ローゼイ・ミラー 1843-1915、米国長老教会の宣教師
- ヘンリー・ヴァン・ダイク 1852-1933、長老派教会の聖職者、作家
- ルイス・ベルコフ 1873-1957　北米キリスト改革派教会の組織神学者。
- ジョン・グレッサム・メイチェン 1881–1937、長老派教会の神学者。
- コーネリウス・ヴァン・ティル 1895-1987 改革派の代表的弁証学者
- ウィリアム・ヘンドリクセン 1900-1982 改革派教会を代表する聖書学者
- ブルース・メッツガー 1914-2007 聖書学者。プリンストン神学校教授
- ビル・ブライト 1921-2003 伝道者。キャンパス・クルセード・フォー・クライスト創始者。
- 青木澄十郎 1870-1964 日本の牧師、教育者
- 富田満 1883-1961 神学者、牧師。教会合同、エキュメニカル運動の指導者。日本基督教会大会議長
- 青芳勝久 1883- 1972 キリスト教研究者
- 賀川豊彦 1888- 1960 キリスト教社会運動家、社会改良家
- 田中剛二 1899-1979 日本キリスト改革派教会の牧師
- 今村好太郎 1883-1973 日本基督教会の牧師
- 古屋安雄 1926-2018 国際基督教大学教会牧師、チャプレンを務めた。国際基督教大学名誉教授、元聖学院大学大学院アメリカ・ヨーロッパ文化学研究科科長、教授。
- 小山晃祐 1929-2009 ニューヨーク・ユニオン神学校エキュメニックス教授
- 出村彰 1933- 東北学院大学名誉教授。
- 渡辺正男 1937- 農村伝道神学校教師、日本基督教団玉川教会函館教会、国分寺教会、青森戸山教会、南房教会の牧師を経て、2009年引退。
- 丸山忠孝 1939- 東京基督教大学初代学長
- 油井義昭 1942- 長津田みなみキリスト教会協力牧師。元東京基督神学校講師
- 千葉眞 1949- 国際基督教大学教養学部特任教授。
- 森本あんり 1956- 国際基督教大学教授
- アンブロシオス (韓国府主教) 1960- 韓国外国語大学校ギリシャ･ブルガリア語科(ギリシャ語担当)教授
- 吉田隆 1961- 神戸改革派神学校・校長
- 神代 真砂実 1962- 東京神学大学教授
- 西郷純一　ニューヨーク日本語教会牧師
- 中澤豊兵衛 太平洋戦争下日本福音主義神学会の上海日本基督教会牧師
- 加藤喜之 東京基督教大学 准教授
- デイビッド・サイツマ　David Sytsma 東京基督教大学 助教